# پادشاهی کرواسی (۹۲۵–۱۱۰۲)
پادشاهی کروآسی (کروآت:Kraljevina Hrvatska) که به عنوان پادشاهی کروآت‌ها نیز شناخته می‌شود، دولتی قرون وسطایی بود که حیطهٔ قدرت آن کلیه کروآسی و بخش‌هایی از بوسنی و هرزگوین امروزی در بالکان می‌شد.